# Port de Kaskinen
Le port de Kaskinen (finnois : Kaskisten satama, LOCODE:FI KAS) est un port situé à Kaskinen en Finlande.

## Présentation
Le port de Kaskinen est situé dans le golfe de Botnie, à environ 100 kilomètres au nord de la ville de Pori. 
Le port est à l'extrémité de la Kantatie 67, de la seututie 676 et de la ligne Seinäjoki–Kaskinen.
C'est l'un des plus importants ports d'exportation finlandais pour le bois scié et la pâte à papier et aussi dans la manutention de produits de l'industrie chimique et de cargaisons en vrac. 
Les principaux clients à proximité du port sont l'usine de pâte chimico-thermomécanique de Metsä Board à Kaskinen, Lunawood (fi) et Aureskosken Processing Company.
| Port             | 2015    | 2019      |
| ---------------- | ------- | --------- |
| Port de Kaskinen | 909 735 | 1 069 910 |

## Équipements
| Équipement         | Longueur | Profondeur |
| ------------------ | -------- | ---------- |
| Quai liquides/Roro | 125 m    | 9 m        |
| Quai vrac          | 165 m    | 9 m        |
| Quai Roro          | 160 m    | 8 m        |
| Quai général       | 500 m    | 9,2 m      |
| Total              | 900 m    |            |